# Allium montelburzense
Allium montelburzense là một loài thực vật có hoa trong họ Amaryllidaceae. Loài này được R.M.Fritsch, Salmaki & Zarre mô tả khoa học đầu tiên năm 2006.